# Степни, Алекс
Алекса́ндр Си́рил Сте́пни (англ. Alexander Cyril Stepney; родился 18 сентября 1942 года в Лондоне), более известный как А́лекс Сте́пни (англ. Alex Stepney) — английский футболист, вратарь. Наиболее известен по своим выступлениям за английский клуб «Манчестер Юнайтед», с которым в 1968 году выиграл Кубок европейских чемпионов.

## Клубная карьера

### Начало карьеры
Степни начал футбольную карьеру в лондонских клубах, играя в качестве любителя за «Тутинг энд Митчем Юнайтед». В 1963 году он перешёл в «Миллуолл», после чего стал профессиональным футболистом. Всего он сыграл за «Миллуолл» 158 матчей.
В мае 1966 года Степни он перешёл в «Челси» за £50 000. Главный тренер «Челси» Томми Дохерти изначально планировал ротацию между Степни и Питером Бонетти, но уже через три месяца лондонский клуб принял предложение «Манчестер Юнайтед» о продаже Степни за рекордные £55 000.

### «Манчестер Юнайтед»
Алекс Степни дебютировал за «Манчестер Юнайтед» 17 сентября 1966 года в манчестерском дерби против «Манчестер Сити» на «Олд Траффорд». Он смог сохранить свои ворота «сухими», а «Юнайтед» одержал победу за счёт единственного гола, забитого Денисом Лоу. Опытный вратарь Гарри Грегг покинул команду в 1966 году, а Дэвид Гаскелл и Пэт Данн не отличались стабильностью. Степни с самого начала прочно занял место в основе «Юнайтед», став основным вратарём клуба на двенадцать сезонов. В сезоне 1966/67 Степни провёл ещё 14 «сухих» матчей, а «Манчестер Юнайтед» стал чемпионом Англии. Главный тренер команды Мэтт Басби признался, что игра Степни в воротах стала «самым важным фактором, благодаря которому клуб выиграл чемпионат в 1967 году». В матче на Суперкубок Англии в том же году вратарь «Тоттенхэма» Пэт Дженнингс забил Степни гол от своих ворот. В сезоне 1967/68, в котором «Юнайтед» сражался за чемпионский титул и за Кубок европейских чемпионов, Степни сыграл в 53 из 54 матчей своего клуба (пропустив лишь матч с «Фулхэмом» 15 апреля 1968 года). В чемпионате «Юнайтед» проиграл «Сандерленду» в последнем туре со счётом 1:2, и уступил чемпионский титул своим конкурентам из «Сити». В Кубке европейских чемпионов команда дошла до финала, который был сыгран 29 мая на лондонском стадионе «Уэмбли». В нём англичане играли с чемпионом Португалии, лиссабонской «Бенфикой». За несколько минут до окончания основного времени матча, при счёте 1:1, Эйсебио вышел с Алексом Степни один на один и пробил, но вратарь «Юнайтед» каким-то образом сумел поймать удар легендарного португальца с близкого расстояния. Эйсебио после этого сейва остановился, похлопал Степни по спине и наградил его аплодисментами. Матч перешёл в овертайм, в котором «Манчестер Юнайтед» забил ещё три гола, одержав победу со счётом 4:1. Это был первый триумф английского клуба в еврокубках.
В сезоне 1968/69 «Юнайтед» попытался защитить свой титул победителей Кубка европейских чемпионов, но проиграл в полуфинале турнира «Милану». В чемпионате команда выступила неудачно, заняв лишь 11-е место. В концовке сезона Мэтт Басби посадил Степни на скамейку, а в воротах стоял Джимми Риммер. В первых трёх турах следующего сезона Риммер продолжал защищать ворота, и Степни попросил у Басби выставить его на трансфер, на что получил отказ. Однако затем Степни вернул себе место в основном составе. В сезоне 1970/71 Степни и Риммер вновь сражались за место в воротах, проведя примерно поровну матчей. В следующем сезоне Степни вновь утвердил себя в качестве основного вратаря.
В сезоне 1973/74 «Юнайтед» занял в чемпионате 21-е место и выбыл во Второй дивизион. В этом же сезоне Степни забил два гола за «Юнайтед» с одиннадцатиметровой отметки. Забив свой второй гол в октябре 1973 года, он на тот момент стал лучшим бомбардиром «Манчестер Юнайтед» в сезоне. В сезоне 1974/75 «Юнайтед» без проблем занял первое место во Втором дивизионе, а больше половины матчей Степни провёл «всухую». Следующий сезон «Манчестер Юнайтед» вновь проводил в высшем дивизионе. В ноябре 1975 года Томми Дохерти посадил Степни на лавку, а в воротах команды играл Пэдди Роуч. 29 ноября 1975 года Степни вернулся в ворота, сохранив «сухими» свои ворота в матче с «Ньюкаслом», а затем провёл ещё один «сухой» матч против «Мидлсбро». После этого он вновь стал основным вратарём команды на два ближайших сезона. 1 мая 1976 года «Манчестер Юнайтед» сыграл в финале Кубка Англии против «Саутгемптона», уступив со счётом 1:0. В следующем году «Юнайтед» вновь вышел в финал Кубка Англии, в коротом ему противостоял «Ливерпуль», стремившийся выиграть три трофея в сезоне. Степни сделал в матче несколько хороших сейвов, и в итоге «Юнайтед» одержал победу со счётом 2:1. Из победного состава «Юнайтед», выигравшего Кубок европейских чемпионов 1968 года, Степни остался единственным игроком.
В сезоне 1977/78 Степни вновь сел на лавку, и с ноября 1977 по март 1978 ворота «Юнайтед» защищал Пэдди Роуч, который провёл подряд 22 матча, и лишь 15 марта Степни вновь встал в ворота в манчерском дерби. После этого Степни сыграл ещё в девяти матчах. 29 апреля он в последний защищал ворота «Манчестер Юнайтед» в матче с «Вулверхэмптоном». Летом 1978 года он перешёл в американский клуб «Даллас Торнадо». Всего он провёл за «Манчестер Юнайтед» 539 официальных матчей, в которых забил два гола. Всего он провёл за команду 175 «сухих» матчей. Также ему принадлежал рекорд по количеству матчей, проведённых подряд за клуб — 92 матча (позднее этот рекорд побил Стив Коппелл).

### Поздняя карьера
После ухода из «Манчестер Юнайтед» Степни играл за клуб Североамериканской футбольной лиги «Даллас Торнадо», а также за английский «Олтрингем».
После завершения карьеры игрока Степни работал тренером вратарей в клубах «Саутгемптон», «Эксетер Сити» и «Манчестер Сити». Также он ведёт свою программу на радио.

## Карьера в сборной
Несмотря на свой талант, у Степни было мало шансов проявить себя в сборной Англии. Первым номером в воротах национальной сборной вне конкуренции был Гордон Бэнкс, но и на замену ему привлекались многие талантливые вратари: Рон Спрингетт, Питер Бонетти, Гордон Уэст. В мае 1968 года Степни впервые сыграл за сборную в матче против Швеции. Главный тренер англичан Альф Рамсей взял на Евро-1968 Бэнкса, Уэста и Степни. На чемпионат мира 1970 года Рамсей взял Бэнкса, Бонетти и Степни. Однако матч, который Степни провёл в 1968 году, остался для Степни единственным в форме вратаря английской сборной.

### Матчи Степни за основную сборную Англии
| № | Дата        | Соперник | Счёт | Стадион        | Соревнование      |
| - | ----------- | -------- | ---- | -------------- | ----------------- |
| 1 | 22 мая 1968 | Швеция   | 3:1  | Уэмбли, Лондон | Товарищеский матч |

## Достижения
Манчестер Юнайтед
- Чемпион Первого дивизиона: 1966/67
- Победитель Кубка европейских чемпионов: 1968
- Победитель Второго дивизиона: 1974/75
- Обладатель Кубка Англии: 1977

## Статистика выступлений
| Клуб              | Сезон            | Лига | Лига | Кубки | Кубки | Еврокубки | Еврокубки | Прочие | Прочие | Итого | Итого |
| Клуб              | Сезон            | Игры | Голы | Игры  | Голы  | Игры      | Голы      | Игры   | Голы   | Игры  | Голы  |
| ----------------- | ---------------- | ---- | ---- | ----- | ----- | --------- | --------- | ------ | ------ | ----- | ----- |
| Миллуолл          | 1963/64          | 46   | 0    | 7     | 0     | -         | -         | 0      | 0      | 53    | 0     |
| Миллуолл          | 1964/65          | 46   | 0    | 7     | 0     | -         | -         | 0      | 0      | 53    | 0     |
| Миллуолл          | 1965/66          | 45   | 0    | 6     | 0     | -         | -         | 0      | 0      | 51    | 0     |
| Миллуолл          | Итого            | 137  | 0    | 20    | 0     | 0         | 0         | 0      | 0      | 157   | 0     |
| Челси             | 1966/67          | 1    | 0    | 0     | 0     | 0         | 0         | 0      | 0      | 1     | 0     |
| Челси             | Итого            | 1    | 0    | 0     | 0     | 0         | 0         | 0      | 0      | 1     | 0     |
| Манчестер Юнайтед | 1966/67          | 35   | 0    | 2     | 0     | 0         | 0         | 0      | 0      | 37    | 0     |
| Манчестер Юнайтед | 1967/68          | 41   | 0    | 2     | 0     | 9         | 0         | 1      | 0      | 53    | 0     |
| Манчестер Юнайтед | 1968/69          | 38   | 0    | 5     | 0     | 6         | 0         | 2      | 0      | 51    | 0     |
| Манчестер Юнайтед | 1969/70          | 37   | 0    | 17    | 0     | 0         | 0         | 0      | 0      | 54    | 0     |
| Манчестер Юнайтед | 1970/71          | 22   | 0    | 0     | 0     | 0         | 0         | 3      | 0      | 25    | 0     |
| Манчестер Юнайтед | 1971/72          | 39   | 0    | 13    | 0     | 0         | 0         | 1      | 0      | 53    | 0     |
| Манчестер Юнайтед | 1972/73          | 38   | 0    | 5     | 0     | 0         | 0         | 2      | 0      | 45    | 0     |
| Манчестер Юнайтед | 1973/74          | 42   | 2    | 3     | 0     | 0         | 0         | 0      | 0      | 45    | 2     |
| Манчестер Юнайтед | 1974/75          | 40   | 0    | 9     | 0     | -         | -         | 0      | 0      | 49    | 0     |
| Манчестер Юнайтед | 1975/76          | 38   | 0    | 9     | 0     | 0         | 0         | 0      | 0      | 47    | 0     |
| Манчестер Юнайтед | 1976/77          | 40   | 0    | 13    | 0     | 4         | 0         | 0      | 0      | 57    | 0     |
| Манчестер Юнайтед | 1977/78          | 23   | 0    | 1     | 0     | 4         | 0         | 1      | 0      | 29    | 0     |
| Манчестер Юнайтед | Итого            | 433  | 2    | 79    | 0     | 23        | 0         | 10     | 0      | 545   | 2     |
| Даллас Торнадо    | 1979             | 30   | 0    | -     | -     | -         | -         | -      | -      | 30    | 0     |
| Даллас Торнадо    | 1980             | 30   | 0    | -     | -     | -         | -         | -      | -      | 30    | 0     |
| Даллас Торнадо    | Итого            | 60   | 0    | 0     | 0     | 0         | 0         | 0      | 0      | 60    | 0     |
| Олтрингем         | 1979/80          | 17   | 0    | 0     | 0     | -         | -         | 0      | 0      | 17    | 0     |
| Олтрингем         | 1980/81          | 0    | 0    | 0     | 0     | -         | -         | 0      | 0      | 0     | 0     |
| Олтрингем         | 1981/82          | 1    | 0    | 0     | 0     | -         | -         | 0      | 0      | 1     | 0     |
| Олтрингем         | Итого            | 18   | 0    | 0     | 0     | 0         | 0         | 0      | 0      | 18    | 0     |
| Всего за карьеру  | Всего за карьеру | 649  | 2    | 99    | 0     | 23        | 0         | 10     | 0      | 781   | 2     |